# Волынская (порода коров)
Волынская порода — порода крупного рогатого скота мясного направления, выведена на Волыни (Украина). Официально признана новым селекционным достижением и утверждена приказом Министерства сельского хозяйства и продовольствия Украины № 355 от 30 декабря 1994 года.

## История создания
Волынская мясная является второй мясной породой крупного рогатого скота, выведенной на Украине. Необходимость создания волынской мясной породы обусловлена рядом социально — экономических, продовольственных, энергетических, ресурсных, экологических факторов, а также спецификой зон Полесья и Прикарпатья Украины, где другие мясные породы скота плохо акклиматизируются, недостаточно используют природные и культурные пастбища.
Новая порода создавалась с 1974 по 1994 год и итог научно-производственной работе учёных Волынской государственной сельскохозяйственной опытной станции, специалистов областного объединения по племенному делу в животноводстве, Ковельского научно—исследовательского племпредприятиях, областного и районных управлений сельского хозяйства, руководителей и специалистов базовых хозяйств, работников животноводства. Работа выполнялась под методическим руководством Минсельхозпрода Украины (Карасик Ю. М.), Института разведения и генетики животных Украинской академии аграрных наук (Зубец М. В.), Института животноводства УААН (Доротюк С. Н.), Укрплемобъединение (Буркат В. П.).
Организации — организаторы Волынская государственная сельскохозяйственная опытная станция, Институт животноводства УААН, Институт разведения и генетики животных УААН, Укрплемобъединение.

## Авторы вывода волынской мясной породы
- Т. С. Янко, В. Ю. Потапчук, С. В. Тулайдан, М. В. Зубец, В. П. Буркат, Ю. М. Карасик, Л. Н. Шевчук, В. А. Крочук, С. М. Долока, Е. М. Доротюк, Н. А. Бондарь, А. В. Баюкая, И. Д. Халамай, В. Карпюк, Г. Т. Шкурин, Я. В. Было, А. Н. Окопный, А. Г. Тимченко, Л. А. Дунець, В. С. Сковородько, А. Г. Чабан, Ж. А. Ткаченко.

Волынская мясная порода создана методом сложного воспроизводительного скрещивания пород: чёрно-пёстрой и красной польской (материнские), абердин-ангусской, герефордской, лимузинская (родительской).
Согласно схеме в конечном результате получено животных новой породы со следующими долями исходных пород:
- лимузинская 3/8 (37,5 %)
- абердин-ангусской 3/16 (18,75 %)
- герефордской по 3/16 (18,75 %)
- местного скота 1/4 (25 %)

которые в дальнейшем разводятся «в себе» методом чистопородного разведения.

## Характеристика
Характерной особенностью породы является красная масть различных оттенков, комолостью. Животные имеют крепкую конституцию, пропорциональное телосложение: широкий, округлый туловище с хорошо развитой мускулатурой.
Живая масса полновозрастных производителей — 950—1050 , коров — 500—550 , телят при рождении — 28—32 кг. Бычки при выращивании на мясо в возрасте 15—18 месяцев достигают живой массы 472—592 кг, среднесуточные привесы — 1000—1200 г, затраты кормов на 1 кг прироста — 6,2—8,0 к. ед., убойный выход — 60—66 %, выход мякоти на 1 кг костей — 5,1—6,1 кг. Коровы имеют хорошие материнские качества, высокую молочность и воспроизводственную способность, характеризуются долголетием, отёл проходит легко.
Животные приспособлены к условиям Западного региона Украины — хорошо переносят холод и жару, эффективно используют пастбища, грубые и сочные корма.
Генеалогическая структура породы представлена 6 линиями, а именно:
- Цебрик 3888
- Спящего — Кактуса
- Буйного 3042
- Ямба 3066
- Красавчика 3004
- Мудрого 3426 и 37 семьями

По количеству поголовья среди отечественных мясных пород волынская мясная порода на Украине занимает первое место. Племенная база волынской мясной на Украине представлена 16 племзаводами и 17 племрепродукторами, из них в Волынской области — 14 племзаводами и 6 племрепродукторами. Ведущие племзаводы:
- СТзОВ «Заря» Ковельского района Волынской области
- СТзОВ «Турия» Ковельского района Волынской области
- СТзОВ «В. Прометей» Ковельского района Волынской области
- СТзОВ «Украина» Ковельского района Волынской области
- СТзОВ «Песочное» Ковельского района Волынской области
- СТзОВ «Дружба» Ковельского района Волынской области
- ФХ «Амила» Турийского района Волынской области
- СТзОВ «Баффало» Маневицкого районов Волынской области

## Ковельский внутрипородный тип
В породе создано  Ковельский внутрипородный тип , утверждённый совместным приказом Минагрополитики Украины и УААН от 20.01.2010 г. № 14/ 3, который выведен методом поглотительного скрещивания маточного поголовья черно — рябой молочной породы с быками — производителями волынской мясной породы к третьему, четвёртому поколения с последующим прилиття крови абердин-ангусской и лимузинская пород высшей генетической ценности, с получением в конечном итоге животных генотипа:
- волынская мясная 3/4
- абердин-ангусской 1/8
- лимузинская 1/8

которые разводятся «в себе».
Животные Ковельского внутрипородного типа комолые, масть чёрная или чёрная с белыми отметинами на брюхе и лобби. Живая масса полновозрастных быков — производителей составляет 950—1000 кг, коров 570—610 кг. Выход телят на 100 коров — 85—90 голов, продолжительность эффективного использования коров — 11 лет. Живая масса бычков в возрасте 15—18 месяцев составляет — 469—559 кг, среднесуточные привесы — 1000—1200 г, убойный выход — 63,0—63,3 %, выход мякоти на 1 кг костей — 5,06—5,16 молочность — 215—220 кг.
Бычки данного типа в 15 и 18 месячном возрасте превышают ровесников волынской мясной породы по живой массе на 20,2-21,5 %, по убойном выходе на 5,1 %, а полновозрастных коров своих сверстниц по живой массе на 8,3—12,6 %, по молочности на 13,4—16,3 %.
Характерными особенностями животных Ковельского внутрипородного типа является высокая воспроизводящая способность, легкость отёлов, приспособленность к природно — климатической зоны Западного региона, высокая производительность, устойчивость к заболеваниям, стойка передача хозяйственно — полезных признаков потомкам, эффективное использование пастбищ, грубых и сочных кормов.
По генеалогической структурой Ковельской внутрипородный тип волынской мясной породы представлен 6 линиями, из которых три новые:
- Премьер Пусть Райза 550122 / 2853
- Прогресса 4
- Цитруса 1498/ 09888

и существующей в волынской мясной породы линий:
- Цебрик 3888
- Ямба 3066
- Буйного 3042

и 20 заводскими.